# Srednja vas pri Šenčurju
Srednja vas pri Šenčurju je naselje v Občini Šenčur.